# هاویلند (نیویورک)
هاویلند (به انگلیسی: Haviland) یک منطقهٔ مسکونی در ایالات متحده آمریکا است که در شهرستان داچس، نیویورک واقع شده‌است. هاویلند ۱۰٫۱ کیلومتر مربع مساحت و ۳٬۶۳۴ نفر جمعیت دارد و ۷۱ متر بالاتر از سطح دریا واقع شده‌است.